# James Holshouser

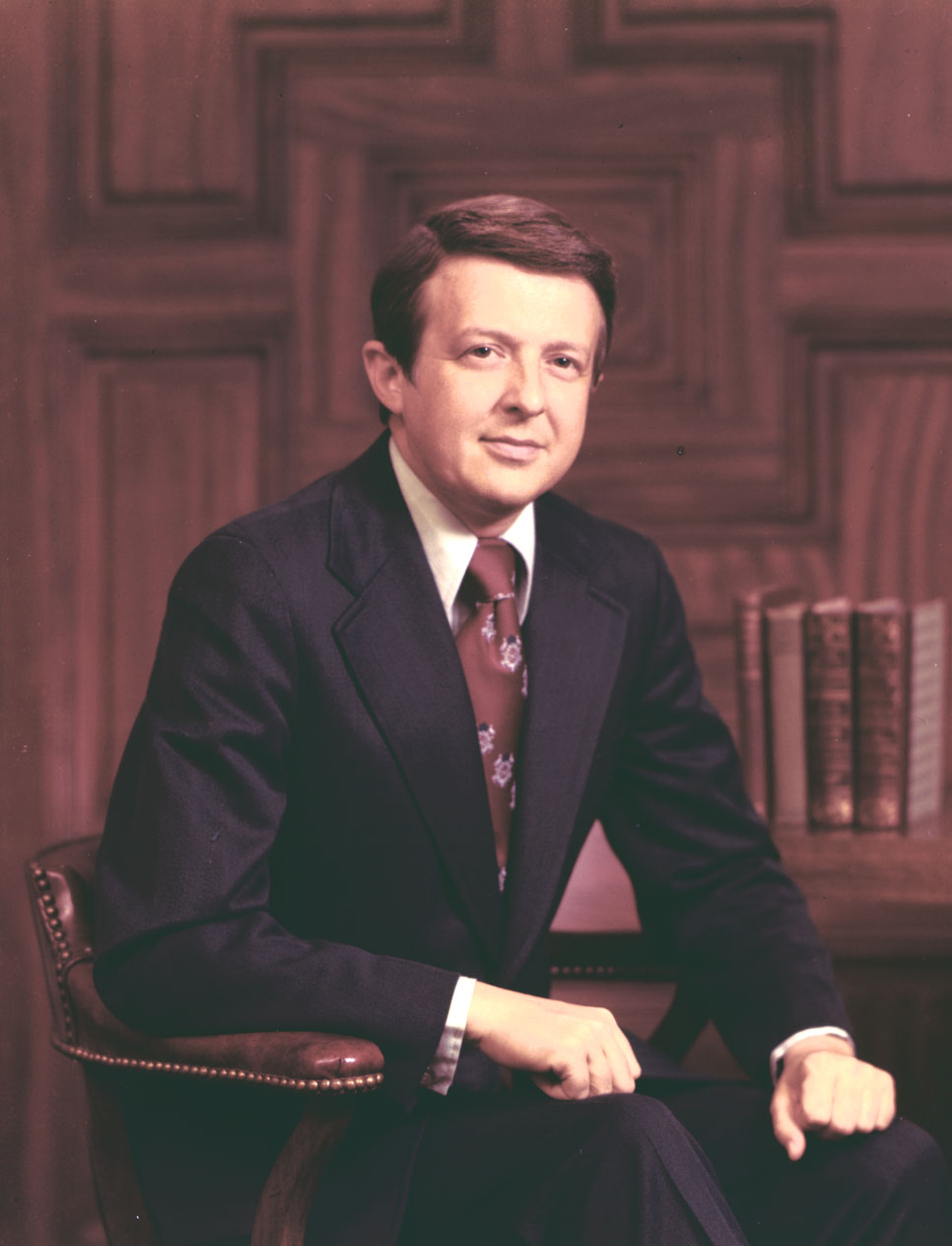
James Holshouser

James Eubert Holshouser Jr. (* 8. Oktober 1934 in Boone, North Carolina; † 17. Juni 2013 in Southern Pines, North Carolina) war ein US-amerikanischer Politiker (Republikanische Partei). Er war der 68. Gouverneur des Bundesstaates North Carolina.

## Leben

### Frühe Jahre
James Holshouser besuchte das Davidson College und studierte anschließend Jura an der University of North Carolina at Chapel Hill. Zwischen 1963 und 1971 war er mehrfach Abgeordneter im Repräsentantenhaus von North Carolina; von 1966 und 1972 fungierte er als Vorsitzender der Republikaner in North Carolina (Chair of Republican State Executive Committee).

### Gouverneur von North Carolina
Für die Gouverneurswahlen des Jahres 1972 wurde Holshouser von seiner Partei als Kandidat nominiert. Es gelang ihm als erstem Republikaner seit 1896, eine Gouverneurswahl in North Carolina zu gewinnen, wobei er sich mit 51 Prozent der Stimmen gegen den Demokraten Skipper Bowles durchsetzte. Seine Amtszeit begann am 1. Januar 1973 und endete vier Jahre später am 1. Januar 1977. In dieser Zeit wurde eine effektive Studienkommission gegründet. Der Gouverneur förderte außerdem den Außenhandel und die Infrastruktur des Staates; insbesondere das Transportsystem wurde verbessert. In der Bildungspolitik setzte er die Politik seiner Vorgänger fort und sorgte für eine weitere Verbesserung auf diesem Gebiet. Auf dem Land wurde der Bau neuer Krankenhäuser betrieben. Auch die landeseigenen Parks und Anlagen wurden modernisiert. Schließlich setzte sich Holshouser auch noch für einen offenen Umgang mit Minderheiten in seinem Staat ein.

### Weiterer Lebensweg
Nach Ablauf seiner Amtszeit praktizierte Holshouser als Rechtsanwalt. Er war bis zu seinem Tod Mitglied des Aufsichtsrats (Board of Governors) der University of North Carolina. Mit seinem Amtsnachfolger Jim Hunt, der sein Vizegouverneur gewesen war, verband ihn eine enge Freundschaft. Holshouser starb, nachdem sich seine Gesundheit über Monate hin verschlechtert hatte, am 17. Juni 2013 in einem Krankenhaus in Southern Pines im Alter von 78 Jahren.